# Johann Heinrich Löwe
Johann Heinrich Löwe, někdy i Johann Heinrich Loewe, (12. prosince 1808 Praha – 15. ledna 1892 Praha) byl rakouský filosof, narozený a od roku 1851 také působící v Praze. Věnoval se dějinám filozofie, logice a etice.

## Život
Původně studoval práva a stal se praktikantem u trestního soudu, ale pak u něj bratranec Johann E. Veith a přítel Anton Günther vzbudili zájem o studium filosofie. Po jeho absolvování působil v letech 1839–1851 na lyceu v Salcburku. V roce 1851 ho kardinál Schwarzenberg pozval do Prahy, aby tu jako profesor teoretické a morální filozofie na Filozofické fakultě Univerzity Karlovy čelil vlivu osvícenského katolicismu.
Ve studijním roce 1863–64 byl rektorem a v roce 1864–65 prorektorem univerzity. Na Českém zemském sněmu podpořil v roce 1864 návrh poslance a spisovatele Josefa Wenziga na rovnoprávnost němčiny a češtiny jako vyučovacích jazyků na českých středních školách.
Jako zastánce katolického liberalismu se účastnil vědeckého kongresu v Mnichově (1863) a filozofické a teologické konference v Norimberku (1870). Byl členem Královské české společnosti nauk, v roce 1868 dokonce předsedou. V jejím německy vydávaném periodiku Abhandlungen publikoval v roce 1881 články o původu lidstva z jednoho páru a o Zenónových paradoxech.
Löweho práce jsou psány německy; k nejznámějším patří životopis Johanna Emanuela Veitha.

### Rodina
Jeho manželkou byla Magdalena roz. Babitsch (1814–1880), se kterou měl tři dcery.

## Dílo
- Über den Begriff der Logik (K vnímání logiky). Vídeň, 1849
- Das spekulative System des René Descartes (Spekulativní systém René Descarta). 1854
- Die Philosophie Fichtes. Mit einem Anhange über des Gottesbegriff Spinozas (Filozofie Fichteho. S dodatkem k Spinozově koncepci Boha). 1862
- Der Kampf zwischen dem Realismus und Nominalismus im Mittelalter, sein Ursprung und sein Verlauf (Zápas mezi realismem a nominalismem ve středověku, jeho původ a chování). 1876
- Johann Emanuel Veith. Eine Biographie (Johann Emanuel Veith. Životopis). Vídeň, 1879
- Lehrbuch der Logik (Učebnice logiky). Vídeň, 1881
- Die speculative Idee der Freiheit, ihre Widersacher, ihre praktische Verwertung (Spekulativní myšlenka svobody, její protivníci, její praktické využití). 1890